# امپراتور روشنایی (فیلم)
امپراتور روشنایی (انگلیسی: Empire of Light) فیلم درام عاشقانه بریتانیایی سال ۲۰۲۲ به نویسندگی و کارگردانی سم مندس است. در این فیلم الیویا کلمن، مایکل وارد، مونیکا دولان، تام بروک، تانیا مودی، هانا اونسلو، کریستال کلارک، توبی جونز و کالین فرث ایفای نقش کرده‌اند.
امپراتور روشنایی در ۳ سپتامبر ۲۰۲۲ در جشنواره فیلم تلیوراید به نمایش درآمد و در ۹ ژانویهٔ ۲۰۲۳ از طریق انتشار محدود سرچلایت پیکچرز اکران شد. این فیلم نقدهای متفاوتی از سوی منتقدان داشت که از بازیگری کلمن و فیلم‌برداری راجر دیکینز ستایش کردند اما فیلم‌نامه مورد انتقاد قرار گرفت. کلمن نامزد جایزه گلدن گلوب بهترین بازیگر زن – فیلم درام شد. این فیلم در مراسم اسکار نامزد جایزهٔ بهترین فیلم‌برداری شد.

## بازیگران
- الیویا کلمن
- مایکل وارد
- کالین فرث
- توبی جونز
- کریستال کلارک
- تانیا مودی
- تام بروک
- هانا اونسلو
- کریستال کلارک

## تولید
در آوریل ۲۰۲۱ اعلام شد که سم مندس فیلم بعدی خود را که نویسندگی و کارگردانی آن را بر عهده خواهد داشت در سرچلایت پیکچرز برنامه‌ریزی کرده‌است. الیویا کلمن در حال مذاکره برای بازی در این فیلم بود و راجر دیکینز به عنوان فیلم‌بردار در فیلم حضور خواهد داشت. حضور کلمن در ماه جولای تأیید سد و مایکل وارد نیز به گروه بازیگران پیوست. در دسامبر، کالین فرث، توبی جونز، کریستال کلارک و تانیا مودی به گروه بازیگران اضافه شدند.
مراحل فیلم‌برداری در ۷ فوریه ۲۰۲۲ در جزیره تانت در کنت انگلستان آغاز شد. حضور تام بروک و هانا اونسلو به‌عنوان بازیگر در اواخر فوریهٔ تأیید شد.

## انتشار
امپراتور روشنایی در ۳ سپتامبر ۲۰۲۲ در جشنواره فیلم تلیوراید به نمایش درآمد. این فیلم اکران محدودی در سینماها از طریق سرچلایت پیکچرز در ایالات متحده در ۹ دسامبر ۲۰۲۲ و در بریتانیا در ۱۳ ژانویه ۲۰۲۳ داشت.

## بازخورد
در وبگاه جمع‌آوری نقد راتن تومیتوز، ٪۴۵ از ۲۱۰ بررسی منتقدان مثبت است، و میانگینِ امتیاز آن ۵٫۷/۱۰ است. اجماع این وبگاه چنین می‌نویسد: «امپراتور روشنایی شامل تعدادی نقش‌آفرینی خوب و چند تشعشع از درخشندگی است، اما این تجلیل به جادوی سینما به طرز ناامیدکننده‌ای پیش پا افتاده‌است.» این فیلم در متاکریتیک که از میانگین وزنی استفاده می‌کند، بر اساس نظر ۴۸ منتقدین امتیاز ۵۴ از ۱۰۰ را کسب کرده که نشان‌گر «نقدهای مختلط یا متوسط» است.